# Karl Stadler (Abt)
Karl Stadler OSB (* als Franz Stadler am 13. März 1757 in Zug; heimatberechtigt ebenda; † 20. Oktober 1822 in Engelberg) war ein Schweizer Abt und Bibliothekar.

## Leben und Wirken
Karl Stadler war ein Sohn des Karl Franz Stadler und der Maria Katharina geborene Luthiger. Er besuchte Schulen in Zug und Muri, trat 1773 in das Kloster Engelberg ein und legte im folgenden Jahr seine Profess ab. Stadler wurde 1778 zum Priester geweiht. Er übernahm 1782 die Leitung der Bibliothek und wurde 1790 Kustos, 1791 Kapitelssekretär und Kapellmeister, 1792 Kanzleidirektor, 1794 Archivar und Küchenmeister.
Stadler unterstützte den kränklichen Abt Leodegar († 1798) bei der klösterlichen Verwaltung. Nach dessen Tod war er der führende Mann in der Zeit der abtlosen Helvetik und wurde am 24. Mai 1803 zum Abt gewählt. Er setzte sich in Engelberg für das Schul- und Armenwesen ein und förderte die Seidenkämmelei sowie den Käsehandel. Stadler befürwortete 1815 den Anschluss Engelbergs an den Kanton Obwalden. Mit seinem Einverständnis eröffnete die Sarner Äbtissin Rüttimann eine Mädchenschule für die Gemeinde Sarnen. Mit General Beat Fidel Zurlauben und dem Historiker Johannes von Müller führte er einen Briefwechsel.
Als Bibliothekar erstellte Stadler 1787 einen Katalog der Handschriften und Inkunabeln. Er verfasste eine «überaus wertvolle» Chronik Engelbergs über die Jahre der Helvetik sowie den «Catalogus virorum illustrium», der bedeutende Männer des Klosters verzeichnet. Er schrieb zudem eine Vielzahl von Musikhandschriften ab. Stadler galt als grosser Freund der Wissenschaften sowie namhafter Klosterhistoriker.

## Belege
1. 1 2  Rolf De Kegel: Karl Stadler. In: Historisches Lexikon der Schweiz.  1. Juli 2015.
2. 1 2 3  Gall Heer, Helene Büchler-Mattmann: Karl Stadler, 1803-1822. In: Helvetia Sacra, Band III/1. Bern 1986. S. 649–650.
3. ↑  Niklaus von Flüe: Maria Benedikta Magdalena Rüttimann. In: Historisches Lexikon der Schweiz.  17. November 2009.
4. ↑  Abschriften von Karl (Carolus) Stadler im Internationalen Quellenlexikon der Musik (RISM).

| Personendaten    | Personendaten                                               |
| ---------------- | ----------------------------------------------------------- |
| NAME             | Stadler, Karl                                               |
| ALTERNATIVNAMEN  | Stadler, Franz (Geburtsname); Stadler Carolus (latinisiert) |
| KURZBESCHREIBUNG | Schweizer Abt der Benediktiner und Bibliothekar             |
| GEBURTSDATUM     | 13. März 1757                                               |
| GEBURTSORT       | Zug, Schweiz                                                |
| STERBEDATUM      | 20. Oktober 1822                                            |
| STERBEORT        | Engelberg, Schweiz                                          |